# Copa Libertadores 2021
Copa Libertadores 2021 var den 62:a säsongen av Copa Libertadores. I turneringen deltog lag från de tio medlemsländerna av Conmebol. Turneringen vanns av Palmeiras som i finalen besegrade Flamengo med 2–1 efter förlängning

## Kvalspel

### Första omgången
| Första kvalomgången – 6 deltagande klubblag | Första kvalomgången – 6 deltagande klubblag | Första kvalomgången – 6 deltagande klubblag | Första kvalomgången – 6 deltagande klubblag | Första kvalomgången – 6 deltagande klubblag |
| ------------------------------------------- | ------------------------------------------- | ------------------------------------------- | ------------------------------------------- | ------------------------------------------- |
| Lag 1                                       | Totalt                                      | Lag 2                                       | Möte 1                                      | Möte 2                                      |
| Liverpool                                   | 2–4                                         | Universidad Católica                        | 2–1                                         | 0–3                                         |
| Universidad César Vallejo                   | 0–2                                         | Caracas                                     | 0–0                                         | 0–2                                         |
| Royal Pari                                  | 2–5                                         | Guaraní                                     | 1–4                                         | 1–1                                         |

### Andra omgången
| Andra kvalomgången – 16 deltagande klubblag | Andra kvalomgången – 16 deltagande klubblag | Andra kvalomgången – 16 deltagande klubblag | Andra kvalomgången – 16 deltagande klubblag | Andra kvalomgången – 16 deltagande klubblag |
| ------------------------------------------- | ------------------------------------------- | ------------------------------------------- | ------------------------------------------- | ------------------------------------------- |
| Lag 1                                       | Totalt                                      | Lag 2                                       | Möte 1                                      | Möte 2                                      |
| Universidad Católica                        | 2–3                                         | Libertad                                    | 0–1                                         | 2–2                                         |
| Grêmio                                      | 8–2                                         | Ayacucho                                    | 6–1                                         | 2–1                                         |
| Montevideo Wanderers                        | 1–5                                         | Bolívar                                     | 1–0                                         | 0–5                                         |
| Universidad de Chile                        | 1–3                                         | San Lorenzo                                 | 1–1                                         | 0–2                                         |
| Santos                                      | 3–2                                         | Deportivo Lara                              | 2–1                                         | 1–1                                         |
| Caracas                                     | 2–5                                         | Junior                                      | 1–2                                         | 1–3                                         |
| Unión Española                              | 3–6                                         | Independiente del Valle                     | 1–0                                         | 2–6                                         |
| Guaraní                                     | 0–5                                         | Atlético Nacional                           | 0–2                                         | 0–3                                         |

### Tredje omgången
| Tredje kvalomgången – 8 deltagande klubblag | Tredje kvalomgången – 8 deltagande klubblag | Tredje kvalomgången – 8 deltagande klubblag | Tredje kvalomgången – 8 deltagande klubblag | Tredje kvalomgången – 8 deltagande klubblag |
| ------------------------------------------- | ------------------------------------------- | ------------------------------------------- | ------------------------------------------- | ------------------------------------------- |
| Lag 1                                       | Totalt                                      | Lag 2                                       | Möte 1                                      | Möte 2                                      |
| Libertad                                    | 2–4                                         | Atlético Nacional                           | 1–0                                         | 1–4                                         |
| Independiente del Valle                     | 4–2                                         | Grêmio                                      | 2–1                                         | 2–1                                         |
| Bolívar                                     | 2–4                                         | Junior                                      | 2–1                                         | 0–3                                         |
| San Lorenzo                                 | 3–5                                         | Santos                                      | 1–3                                         | 2–2                                         |

## Gruppspel

### Grupp A
| Nr | Lag                     | S | V | O | F | GM | IM | MS  | P  |
| -- | ----------------------- | - | - | - | - | -- | -- | --- | -- |
| 1  | Palmeiras               | 6 | 5 | 0 | 1 | 20 | 7  | +13 | 15 |
| 2  | Defensa y Justicia      | 6 | 2 | 3 | 1 | 11 | 8  | +3  | 9  |
| 3  | Independiente del Valle | 6 | 1 | 2 | 3 | 8  | 11 | −3  | 5  |
| 4  | Universitario           | 6 | 1 | 1 | 4 | 6  | 19 | −13 | 4  |

| Hemma \ Borta           | Argentina | Ecuador | Brasilien | Peru |
| Defensa y Justicia      | —         | 1–1     | 1–2       | 3–0  |
| Independiente del Valle | 1–1       | —       | 0–1       | 4–0  |
| Palmeiras               | 3–4       | 5–0     | —         | 6–0  |
| Universitario           | 1–1       | 3–2     | 2–3       | —    |

### Grupp B
| Nr | Lag               | S | V | O | F | GM | IM | MS | P  |
| -- | ----------------- | - | - | - | - | -- | -- | -- | -- |
| 1  | Internacional     | 6 | 3 | 1 | 2 | 12 | 5  | +7 | 10 |
| 2  | Olimpia           | 6 | 3 | 0 | 3 | 13 | 14 | −1 | 9  |
| 3  | Deportivo Táchira | 6 | 3 | 0 | 3 | 14 | 17 | −3 | 9  |
| 4  | Always Ready      | 6 | 2 | 1 | 3 | 8  | 11 | −3 | 7  |

| Hemma \ Borta     | Bolivia | Venezuela | Brasilien | Paraguay |
| Always Ready      | —       | 2–0       | 2–0       | 1–2      |
| Deportivo Táchira | 7–2     | —         | 2–1       | 3–2      |
| Internacional     | 0–0     | 4–0       | —         | 6–1      |
| Olimpia           | 2–1     | 6–2       | 0–1       | —        |

### Grupp C
| Nr | Lag           | S | V | O | F | GM | IM | MS  | P  |
| -- | ------------- | - | - | - | - | -- | -- | --- | -- |
| 1  | Barcelona     | 6 | 4 | 1 | 1 | 10 | 3  | +7  | 13 |
| 2  | Boca Juniors  | 6 | 3 | 1 | 2 | 6  | 2  | +4  | 10 |
| 3  | Santos        | 6 | 2 | 0 | 4 | 8  | 9  | −1  | 6  |
| 4  | The Strongest | 6 | 2 | 0 | 4 | 4  | 14 | −10 | 6  |

| Hemma \ Borta | Ecuador | Argentina | Brasilien | Bolivia |
| Barcelona     | —       | 1–0       | 3–1       | 4–0     |
| Boca Juniors  | 0–0     | —         | 2–0       | 3–0     |
| Santos        | 0–2     | 1–0       | —         | 5–0     |
| The Strongest | 2–0     | 0–1       | 2–1       | —       |

### Grupp D
| Nr | Lag         | S | V | O | F | GM | IM | MS | P  |
| -- | ----------- | - | - | - | - | -- | -- | -- | -- |
| 1  | Fluminense  | 6 | 3 | 2 | 1 | 10 | 7  | +3 | 11 |
| 2  | River Plate | 6 | 2 | 3 | 1 | 7  | 7  | 0  | 9  |
| 3  | Junior      | 6 | 1 | 4 | 1 | 6  | 6  | 0  | 7  |
| 4  | Santa Fe    | 6 | 0 | 3 | 3 | 4  | 7  | −3 | 3  |

| Hemma \ Borta | Brasilien | Colombia | Argentina | Colombia |
| Fluminense    | —         | 1–2      | 1–1       | 2–1      |
| Junior        | 1–1       | —        | 1–1       | 1–1      |
| River Plate   | 1–3       | 2–1      | —         | 2–1      |
| Santa Fe      | 1–2       | 0–0      | 0–0       | —        |

### Grupp E
| Nr | Lag              | S | V | O | F | GM | IM | MS | P  |
| -- | ---------------- | - | - | - | - | -- | -- | -- | -- |
| 1  | Racing           | 6 | 4 | 2 | 0 | 9  | 2  | +7 | 14 |
| 2  | São Paulo        | 6 | 3 | 2 | 1 | 9  | 2  | +7 | 11 |
| 3  | Sporting Cristal | 6 | 1 | 1 | 4 | 3  | 10 | −7 | 4  |
| 4  | Rentistas        | 6 | 0 | 3 | 3 | 2  | 9  | −7 | 3  |

| Hemma \ Borta    | Argentina | Uruguay | Brasilien | Peru |
| Racing           | —         | 3–0     | 0–0       | 2–1  |
| Rentistas        | 1–1       | —       | 1–1       | 0–0  |
| São Paulo        | 0–1       | 3–0     | —         | 2–0  |
| Sporting Cristal | 0–2       | 2–0     | 0–3       | —    |

### Grupp F
| Nr | Lag                  | S | V | O | F | GM | IM | MS | P  |
| -- | -------------------- | - | - | - | - | -- | -- | -- | -- |
| 1  | Argentinos Juniors   | 6 | 4 | 0 | 2 | 7  | 3  | +4 | 12 |
| 2  | Universidad Católica | 6 | 3 | 0 | 3 | 6  | 6  | 0  | 9  |
| 3  | Nacional             | 6 | 2 | 2 | 2 | 8  | 9  | −1 | 8  |
| 4  | Atlético Nacional    | 6 | 1 | 2 | 3 | 6  | 9  | −3 | 5  |

| Hemma \ Borta        | Argentina | Colombia | Uruguay | Chile |
| Argentinos Juniors   | —         | 1–0      | 2–0     | 0–1   |
| Atlético Nacional    | 0–2       | —        | 0–0     | 2–0   |
| Nacional             | 2–0       | 4–4      | —       | 1–0   |
| Universidad Católica | 0–2       | 2–0      | 3–1     | —     |

### Grupp G
| Nr | Lag             | S | V | O | F | GM | IM | MS | P  |
| -- | --------------- | - | - | - | - | -- | -- | -- | -- |
| 1  | Flamengo        | 6 | 3 | 3 | 0 | 14 | 9  | +5 | 12 |
| 2  | Vélez Sarsfield | 6 | 3 | 1 | 2 | 10 | 8  | +2 | 10 |
| 3  | LDU Quito       | 6 | 2 | 2 | 2 | 15 | 13 | +2 | 8  |
| 4  | Unión La Calera | 6 | 0 | 2 | 4 | 8  | 17 | −9 | 2  |

| Hemma \ Borta   | Brasilien | Ecuador | Chile | Argentina |
| Flamengo        | —         | 2–2     | 4–1   | 0–0       |
| LDU Quito       | 2–3       | —       | 5–2   | 3–1       |
| Unión La Calera | 2–2       | 2–2     | —     | 0–2       |
| Vélez Sarsfield | 2–3       | 3–1     | 2–1   | —         |

### Grupp H
| Nr | Lag                 | S | V | O | F | GM | IM | MS  | P  |
| -- | ------------------- | - | - | - | - | -- | -- | --- | -- |
| 1  | Atlético Mineiro    | 6 | 5 | 1 | 0 | 15 | 3  | +12 | 16 |
| 2  | Cerro Porteño       | 6 | 3 | 1 | 2 | 4  | 5  | −1  | 10 |
| 3  | América             | 6 | 1 | 1 | 4 | 5  | 9  | −4  | 4  |
| 4  | Deportivo La Guaira | 6 | 0 | 3 | 3 | 2  | 9  | −7  | 3  |

| Hemma \ Borta       | Colombia | Brasilien | Paraguay | Venezuela |
| América             | —        | 1–3       | 0–2      | 3–1       |
| Atlético Mineiro    | 2–1      | —         | 4–0      | 4–0       |
| Cerro Porteño       | 1–0      | 0–1       | —        | 0–0       |
| Deportivo La Guaira | 0–0      | 1–1       | 0–1      | —         |

## Slutspel

### Slutspelsträd
|  | Åttondelsfinaler        | Åttondelsfinaler | Åttondelsfinaler | Åttondelsfinaler |                  |                  | Kvartsfinaler    | Kvartsfinaler | Kvartsfinaler | Kvartsfinaler |  |  | Semifinaler | Semifinaler | Semifinaler | Semifinaler |  |  | Final | Final | Final | Final |
|  |                         |                  |                  |                  |                  |                  |                  |               |               |               |  |  |             |             |             |             |  |  |       |       |       |       |
|  |                         |                  |                  |                  |                  |                  |                  |               |               |               |  |  |             |             |             |             |  |  |       |       |       |       |
|  |                         |                  |                  |                  |                  |                  |                  |               |               |               |  |  |             |             |             |             |  |  |       |       |       |       |
|  | São Paulo               | 1                | 3                | 4                |                  |                  |                  |               |               |               |  |  |             |             |             |             |  |  |       |       |       |       |
|  | São Paulo               | 1                | 3                | 4                |                  |                  |                  |               |               |               |  |  |             |             |             |             |  |  |       |       |       |       |
|  | Racing                  | 1                | 1                | 2                |                  |                  |                  |               |               |               |  |  |             |             |             |             |  |  |       |       |       |       |
|  | Racing                  | 1                | 1                | 2                | São Paulo        | 1                | 0                | 1             |               |               |  |  |             |             |             |             |  |  |       |       |       |       |
|  |                         |                  |                  |                  | São Paulo        | 1                | 0                | 1             |               |               |  |  |             |             |             |             |  |  |       |       |       |       |
|  |                         | Palmeiras        | 1                | 3                | 4                |                  |                  |               |               |               |  |  |             |             |             |             |  |  |       |       |       |       |
|  | Universidad Católica    | Palmeiras        | 1                | 3                | 4                | 0                | 0                | 0             |               |               |  |  |             |             |             |             |  |  |       |       |       |       |
|  | Universidad Católica    |                  |                  |                  |                  | 0                | 0                | 0             |               |               |  |  |             |             |             |             |  |  |       |       |       |       |
|  | Palmeiras               | 1                | 1                | 2                |                  |                  |                  |               |               |               |  |  |             |             |             |             |  |  |       |       |       |       |
|  | Palmeiras               | 1                | 1                | 2                | Palmeiras (BM)   | 0                | 1                | 1             |               |               |  |  |             |             |             |             |  |  |       |       |       |       |
|  |                         |                  |                  |                  | Palmeiras (BM)   | 0                | 1                | 1             |               |               |  |  |             |             |             |             |  |  |       |       |       |       |
|  |                         | Atlético Mineiro | 0                | 1                | 1                |                  |                  |               |               |               |  |  |             |             |             |             |  |  |       |       |       |       |
|  | River Plate             | Atlético Mineiro | 0                | 1                | 1                | 1                | 2                | 3             |               |               |  |  |             |             |             |             |  |  |       |       |       |       |
|  | River Plate             |                  |                  |                  |                  | 1                | 2                | 3             |               |               |  |  |             |             |             |             |  |  |       |       |       |       |
|  | Argentinos Juniors      | 1                | 0                | 1                |                  |                  |                  |               |               |               |  |  |             |             |             |             |  |  |       |       |       |       |
|  | Argentinos Juniors      | 1                | 0                | 1                | River Plate      | 0                | 0                | 0             |               |               |  |  |             |             |             |             |  |  |       |       |       |       |
|  |                         |                  |                  |                  | River Plate      | 0                | 0                | 0             |               |               |  |  |             |             |             |             |  |  |       |       |       |       |
|  |                         | Atlético Mineiro | 1                | 3                | 4                |                  |                  |               |               |               |  |  |             |             |             |             |  |  |       |       |       |       |
|  | Boca Juniors            | Atlético Mineiro | 1                | 3                | 4                | 0                | 0                | 0 (1)         |               |               |  |  |             |             |             |             |  |  |       |       |       |       |
|  | Boca Juniors            |                  |                  |                  | 27 november 2021 | 0                | 0                | 0 (1)         |               |               |  |  |             |             |             |             |  |  |       |       |       |       |
|  | Atlético Mineiro (str.) | 0                | 0                | 0 (3)            |                  |                  |                  |               |               |               |  |  |             |             |             |             |  |  |       |       |       |       |
|  | Atlético Mineiro (str.) | 0                | 0                | 0 (3)            | Palmeiras (e.f.) | Palmeiras (e.f.) | Palmeiras (e.f.) | 2             |               |               |  |  |             |             |             |             |  |  |       |       |       |       |
|  |                         |                  |                  |                  | Palmeiras (e.f.) | Palmeiras (e.f.) | Palmeiras (e.f.) | 2             |               |               |  |  |             |             |             |             |  |  |       |       |       |       |
|  |                         | Flamengo         | Flamengo         | Flamengo         | 1                |                  |                  |               |               |               |  |  |             |             |             |             |  |  |       |       |       |       |
|  | Olimpia (str.)          | Flamengo         | Flamengo         | Flamengo         | 1                | 0                | 0                | 0 (5)         |               |               |  |  |             |             |             |             |  |  |       |       |       |       |
|  | Olimpia (str.)          |                  |                  |                  |                  | 0                | 0                | 0 (5)         |               |               |  |  |             |             |             |             |  |  |       |       |       |       |
|  | Internacional           | 0                | 0                | 0 (4)            |                  |                  |                  |               |               |               |  |  |             |             |             |             |  |  |       |       |       |       |
|  | Internacional           | 0                | 0                | 0 (4)            | Olimpia          | 1                | 1                | 2             |               |               |  |  |             |             |             |             |  |  |       |       |       |       |
|  |                         |                  |                  |                  | Olimpia          | 1                | 1                | 2             |               |               |  |  |             |             |             |             |  |  |       |       |       |       |
|  |                         | Flamengo         | 4                | 5                | 9                |                  |                  |               |               |               |  |  |             |             |             |             |  |  |       |       |       |       |
|  | Defensa y Justicia      | Flamengo         | 4                | 5                | 9                | 0                | 1                | 1             |               |               |  |  |             |             |             |             |  |  |       |       |       |       |
|  | Defensa y Justicia      |                  |                  |                  |                  | 0                | 1                | 1             |               |               |  |  |             |             |             |             |  |  |       |       |       |       |
|  | Flamengo                | 1                | 4                | 5                |                  |                  |                  |               |               |               |  |  |             |             |             |             |  |  |       |       |       |       |
|  | Flamengo                | 1                | 4                | 5                | Flamengo         | 2                | 2                | 4             |               |               |  |  |             |             |             |             |  |  |       |       |       |       |
|  |                         |                  |                  |                  | Flamengo         | 2                | 2                | 4             |               |               |  |  |             |             |             |             |  |  |       |       |       |       |
|  |                         | Barcelona        | 0                | 0                | 0                |                  |                  |               |               |               |  |  |             |             |             |             |  |  |       |       |       |       |
|  | Cerro Porteño           | Barcelona        | 0                | 0                | 0                | 0                | 0                | 0             |               |               |  |  |             |             |             |             |  |  |       |       |       |       |
|  | Cerro Porteño           |                  |                  |                  |                  | 0                | 0                | 0             |               |               |  |  |             |             |             |             |  |  |       |       |       |       |
|  | Fluminense              | 2                | 1                | 3                |                  |                  |                  |               |               |               |  |  |             |             |             |             |  |  |       |       |       |       |
|  | Fluminense              | 2                | 1                | 3                | Fluminense       | 2                | 1                | 3             |               |               |  |  |             |             |             |             |  |  |       |       |       |       |
|  |                         |                  |                  |                  | Fluminense       | 2                | 1                | 3             |               |               |  |  |             |             |             |             |  |  |       |       |       |       |
|  |                         | Barcelona (BM)   | 2                | 1                | 3                |                  |                  |               |               |               |  |  |             |             |             |             |  |  |       |       |       |       |
|  | Vélez Sarsfield         | Barcelona (BM)   | 2                | 1                | 3                | 1                | 1                | 2             |               |               |  |  |             |             |             |             |  |  |       |       |       |       |
|  | Vélez Sarsfield         |                  |                  |                  |                  | 1                | 1                | 2             |               |               |  |  |             |             |             |             |  |  |       |       |       |       |
|  | Barcelona               | 0                | 3                | 2                |                  |                  |                  |               |               |               |  |  |             |             |             |             |  |  |       |       |       |       |
|  | Barcelona               | 0                | 3                | 2                |                  |                  |                  |               |               |               |  |  |             |             |             |             |  |  |       |       |       |       |

### Åttondelsfinaler
| Åttondelsfinaler – 16 deltagande klubblag | Åttondelsfinaler – 16 deltagande klubblag | Åttondelsfinaler – 16 deltagande klubblag | Åttondelsfinaler – 16 deltagande klubblag | Åttondelsfinaler – 16 deltagande klubblag |
| ----------------------------------------- | ----------------------------------------- | ----------------------------------------- | ----------------------------------------- | ----------------------------------------- |
| Lag 1                                     | Totalt                                    | Lag 2                                     | Möte 1                                    | Möte 2                                    |
| Defensa y Justicia                        | 1–5                                       | Flamengo                                  | 0–1                                       | 1–4                                       |
| Boca Juniors                              | 0–0 (1–3 str.)                            | Atlético Mineiro                          | 0–0                                       | 0–0                                       |
| Universidad Católica                      | 0–2                                       | Palmeiras                                 | 0–1                                       | 0–1                                       |
| Cerro Porteño                             | 0–3                                       | Fluminense                                | 0–2                                       | 0–1                                       |
| Vélez Sarsfield                           | 2–3                                       | Barcelona                                 | 1–0                                       | 1–3                                       |
| São Paulo                                 | 4–2                                       | Racing                                    | 1–1                                       | 3–1                                       |
| River Plate                               | 3–1                                       | Argentinos Juniors                        | 1–1                                       | 2–0                                       |
| Olimpia                                   | 0–0 (5–4 str.)                            | Internacional                             | 0–0                                       | 0–0                                       |

### Kvartsfinaler
| Kvartsfinaler – 8 deltagande klubblag | Kvartsfinaler – 8 deltagande klubblag | Kvartsfinaler – 8 deltagande klubblag | Kvartsfinaler – 8 deltagande klubblag | Kvartsfinaler – 8 deltagande klubblag |
| ------------------------------------- | ------------------------------------- | ------------------------------------- | ------------------------------------- | ------------------------------------- |
| Lag 1                                 | Totalt                                | Lag 2                                 | Möte 1                                | Möte 2                                |
| Olimpia                               | 2–9                                   | Flamengo                              | 1–4                                   | 1–5                                   |
| River Plate                           | 0–4                                   | Atlético Mineiro                      | 0–1                                   | 0–3                                   |
| São Paulo                             | 1–4                                   | Palmeiras                             | 1–1                                   | 0–3                                   |
| Fluminense                            | 00003–3 (BM)                          | Barcelona                             | 2–2                                   | 1–1                                   |

### Semifinaler
| Semifinaler – 4 deltagande klubblag | Semifinaler – 4 deltagande klubblag | Semifinaler – 4 deltagande klubblag | Semifinaler – 4 deltagande klubblag | Semifinaler – 4 deltagande klubblag |
| ----------------------------------- | ----------------------------------- | ----------------------------------- | ----------------------------------- | ----------------------------------- |
| Lag 1                               | Totalt                              | Lag 2                               | Möte 1                              | Möte 2                              |
| Flamengo                            | 4–0                                 | Barcelona                           | 2–0                                 | 2–0                                 |
| Palmeiras                           | 00001–1 (BM)                        | Atlético Mineiro                    | 0–0                                 | 1–1                                 |

### Final
|             | 27 november 2021 | Palmeiras                      | 0000 2 – 1 (e.fl.) | Flamengo            | Estadio Centenario                           |                                              |
| 17:00 UTC−3 | 17:00 UTC−3      | Raphael Veiga 5′ Deyverson 95′ | Rapport            | 72′ Gabriel Barbosa | Montevideo Domare: Néstor Pitana (Argentina) | Montevideo Domare: Néstor Pitana (Argentina) |
| 17:00 UTC−3 | 17:00 UTC−3      |                                |                    |                     | Montevideo Domare: Néstor Pitana (Argentina) | Montevideo Domare: Néstor Pitana (Argentina) |
| 17:00 UTC−3 | 17:00 UTC−3      |                                |                    |                     | Montevideo Domare: Néstor Pitana (Argentina) | Montevideo Domare: Néstor Pitana (Argentina) |